# Porte de l'Enfer (Turkménistan)
Pour les articles homonymes, voir La Porte de l'enfer (homonymie).

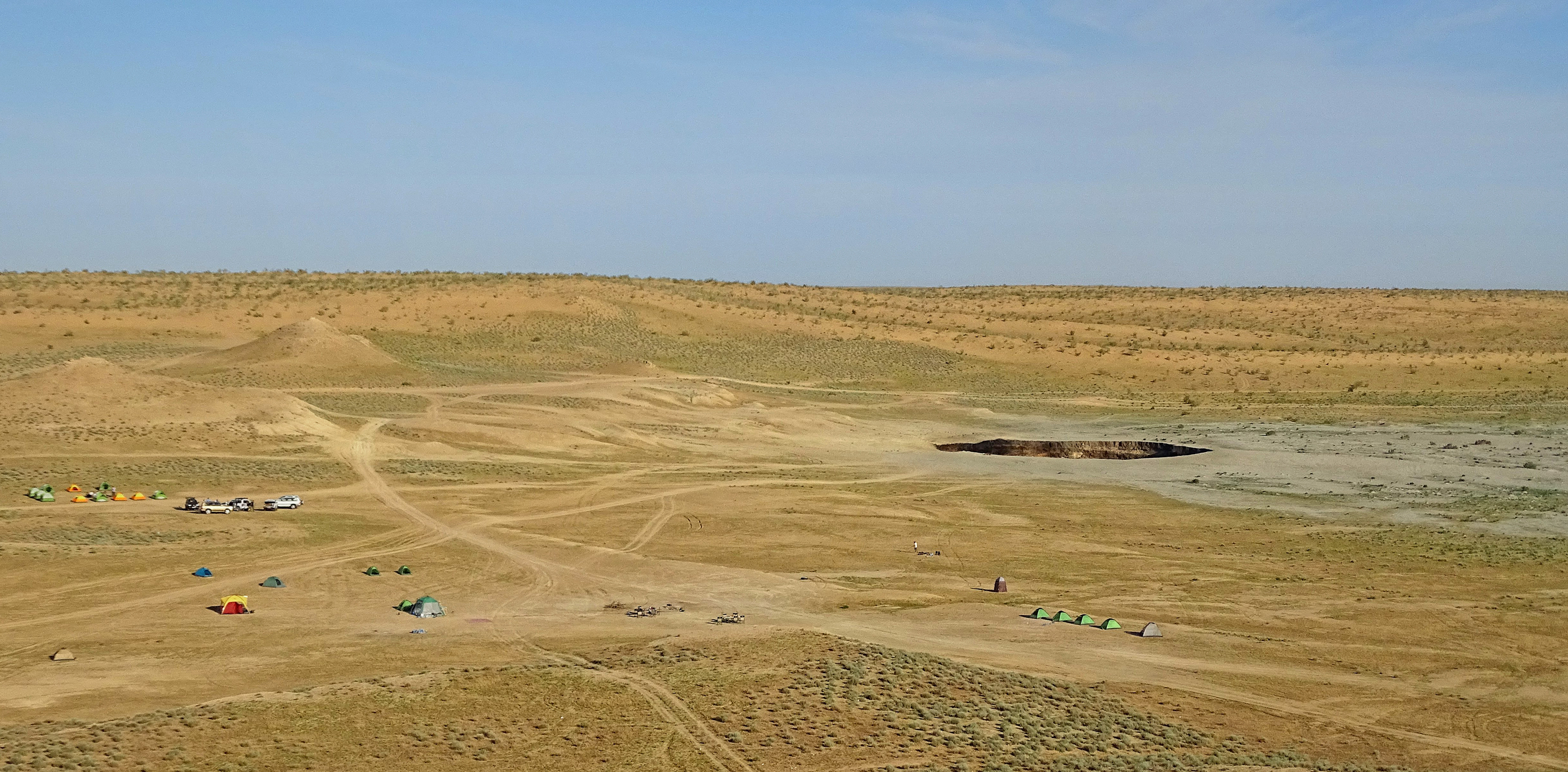
Le cratère de Derweze avec ses environs (2015).

La Porte de l'Enfer est un champ de gaz naturel situé à Derweze (également orthographié Darvaza, ce qui signifie « porte »), dans la province d'Ahal au Turkménistan. La Porte de l'Enfer est appelée ainsi à cause de son foyer de gaz naturel brûlant en permanence depuis qu'il a été allumé par des scientifiques soviétiques de la pétrochimie en 1971. Le feu est alimenté par les dépôts de gaz naturel riches de la région. L'odeur âcre de la combustion de soufre imprègne la zone.

## Géographie
Le domaine est situé près du village de Derweze, au milieu du désert du Karakoum, à environ 260 kilomètres au nord d'Achgabat. La réserve de gaz qui s'y trouve est l'une des plus grandes du monde. Le nom « Porte de l'enfer » a été trouvé par les gens du pays. Il a été inspiré par l'incendie, la boue bouillante ainsi que par les flammes orange du grand cratère de Derweze, large de 70 mètres de diamètre,,. Les points chauds s'étendent sur une zone large d'environ 60 mètres et profonde de 20 mètres,.

## Histoire

### Découverte
Le site est découvert par des géologues soviétiques en 1971. Il devait à la base être un important champ pétrolifère. Les scientifiques installent une plate-forme de forage ainsi que le camp à proximité. Ils forent pour évaluer la quantité de réserve de gaz disponible sur le site. Satisfaits de la découverte de cette nouvelle source de gaz, les Soviétiques commencent le stockage, mais le sol se dérobe en un large cratère et fait disparaitre l'appareil de forage et le camp. Aucune victime n'est déclarée. Cet incident libère de grandes quantités de méthane, créant un problème environnemental mais aussi un danger pour les habitants des villages voisins.
Craignant la libération de gaz toxiques de la caverne, les scientifiques décident de le brûler, l'extraction du gaz est impossible. À l'époque, on s'attend à ce que la totalité du gaz brûle en quelques semaines .

### Exploration
En novembre 2013, après plus d'une année de préparatifs, l'aventurier canadien George Kourounis (en) est la première personne à explorer les profondeurs du cratère. Descendu au fond de la dépression à l'aide d'un baudrier en kevlar et vêtu d'une combinaison ignifugée, il collecte des échantillons de terre ; il découvre dans la matière minérale de cet environnement à haute température des bactéries vivantes,.

## Effets sur le développement futur du gaz

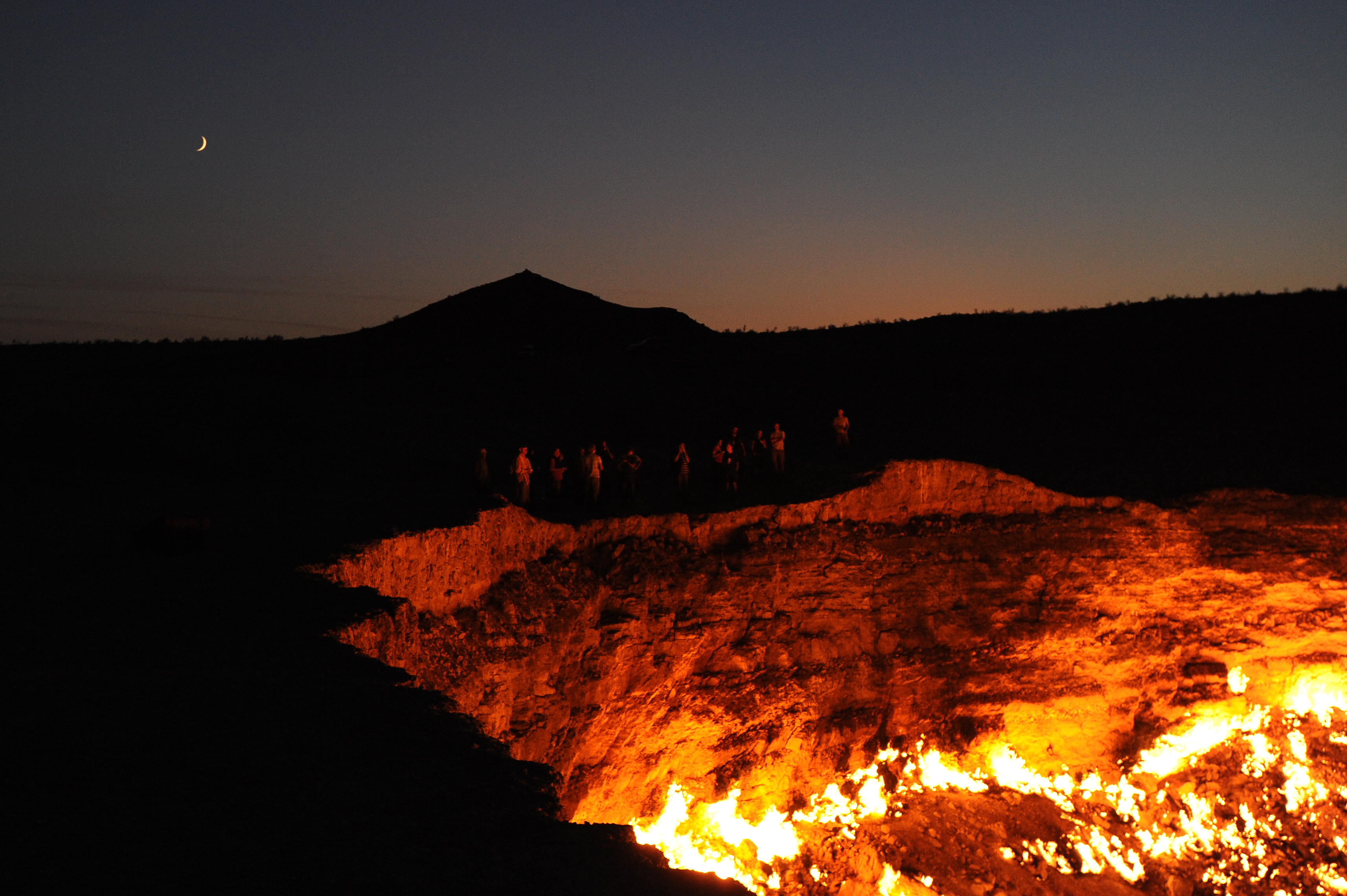
Touristes admirant le cratère de nuit.

En avril 2010, le président du Turkménistan, Gurbanguly Berdimuhamedow, ordonne que le trou soit fermé, ou que des mesures soient prises pour limiter son influence sur le développement d'autres gisements de gaz naturel dans la région. En 2010, le Turkménistan prévoit de tripler à un horizon de 20 ans sa production de gaz naturel qui est alors de 75 milliards de mètres cubes par an, dans le but de stimuler ses exportations vers le Pakistan, la Chine, l'Inde, l'Iran, la Russie et l'Europe occidentale.
En 2019, les flammes sont toujours vivaces dans le cratère de Derweze.
En 2022, Gurbanguly Berdimuhamedow réitère sa demande de faire éteindre le puits. « Nous gâchons des ressources naturelles de grande valeur pour lesquelles nous pourrions recevoir des gains qui seraient utilisés pour accroître le bien-être de notre peuple », aurait-il expliqué, selon la télévision d'État. L'année suivante, les Etats-Unis proposent leur aide pour colmater la fuite, évoquant « la lutte contre le changement climatique ».
En octobre 2024, le ministère du gaz annonce commencer à forer des puits afin de réduire les émissions de méthane.
Des observations attestent de la diminution par trois, depuis 2013, des émissions de gaz dont la lueur n'est désormais visible qu'à proximité.
Le site est un passage obligé des touristes qui viennent visiter le Turkménistan. Il est d'ailleurs sécurisé (barrière de protection autour du cratère) et des camps de yourtes se sont développés pour que les visiteurs puissent passer la nuit près du cratère. Celui-ci pourrait, selon les responsables du développement touristique du Turkménistan, constituer une attraction touristique dans un pays qui, au début des années 2010, accueillait sur son territoire entre 70 000 et 100 000 touristes venus de cinquante pays. En 2018, une estimation donne le nombre de 500 000 visiteurs en dix ans, c’est la principale attraction touristique du pays.